# Eragrostis conertii
Eragrostis conertii là một loài thực vật có hoa trong họ Hòa thảo. Loài này được Lobin mô tả khoa học đầu tiên năm 1986.